# 이나이 이나이 바앗!
《이나이 이나이 바앗!》(일본어: いないいないばあっ!)는 NHK 교육 텔레비전에서 1996년 4월 1일부터 방영중인 0~2세(아기・유아)를 대상으로 한 텔레비전 프로그램이다. 주요 캐릭터는 개의 왕왕(ワンワン)등이다.
2021년부터 현재 상하이( 중화인민공화국 )· 베트남 · 미얀마 에서 현지화 버전이 제작·방송되고 있다